# V/H/S: 죽음을 부르는 비디오
《V/H/S: 죽음을 부르는 비디오》(영어: V/H/S)는 미국에서 제작된 2012년 파운드 푸티지 공포 옴니버스 영화이다. 애덤 윙가드, 타이 웨스트, 조 스완버그 등이 연출하고, 캘빈 리더 등이 출연하였다.

## 출연
- 캘빈 리더
- 레인 휴스
- 켄터커 오들리
- 애덤 윙가드
- 해나 피어먼
- 마이크 돈런
- 조 사이크스
- 조 스완버그
- 소피아 터콜
- 케이트 린 실
- 드루 모얼라인
- 헬렌 로저스
- 채드 빌렐라
- 맷 베티넬리올핀
- 존 월컷

## 반응

### 평가
로저 이버트는 별 넷 만점에 하나를 주었다.